# Frederik Pohl
Frederik George Pohl (26. listopadu 1919, New York – 2. září 2013, Palatine, Illinois) byl americký autor science fiction známý především svými romány o Heechee. Pracoval také jako editor časopisů Astonishing Stories, Super Science Stories, If, Galaxy a jiných. Jako literární agent zastupoval řadu jiných spisovatelů. Začátky jeho tvorby jsou spojeny s obdobím tzv. Zlatého věku science-fiction.

## Život

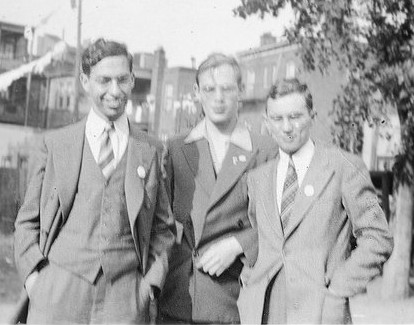
Donald A. Wollheim, Frederik Pohl a John B. Michel roku 1938.

Pohlovo první vydané dílo, báseň, se objevila v Amazing Stories v roce 1937 pod pseudonymem Elton V. Andrews. Byl členem skupiny nazvané Futuriáni (The Futurians) tvořené newyorskými spisovateli a fanoušky science fiction (jejími členy byli mimo jiné také Isaac Asimov, Pohlův spoluautor Cyril M. Kornbluth, jeho pozdější třetí žena Judith Merrilová nebo Donald A. Wollheim a John B. Michel. V mládí byl také členem americké komunistické strany, byl z ní však vyhozen. Pohlova první povídka, Before the Universe, napsaná společně s Kornbluthem, se objevila v Super Science Stories v roce 1940 pod pseudonymem S. D. Gottesman. Ve svých 21 letech se Pohl stal editorem magazínů Super Science Stories a Astonishing Stories a zveřejňoval v nich své práce. Po zániku těchto časopisů pracoval jako literární agent, v roce 1950 se ke své předchozí práci vrátil při přípravě dalšího magazínu Galaxy Science Fiction jako asistent H. L. Golda. Redakci Galaxy převzal v roce 1961 a do roku 1969 vydával také magazín If, který získal třikrát cenu Hugo Award pro nejlepší magazín.
Po rozpadu skupiny pokračoval v psaní s Judith Merrilovou, Isaacem Asimovem, Lesterem del Reyem a Jackem Williamsonem. Za nejdůležitější je však považována jeho práce se C. M. Kornbluthem, a zejména jejich antiutopická satira Obchodníci s vesmírem o světě ovládaném reklamními agenturami. Po Kornbluthově smrti roku 1958 vydal Pohl ještě jejich poslední povídku The Meeting, která se objevila v antologii Critical Mass a která také získala cenu Hugo. Jako dodatek k románu Obchodníci s vesmírem napsal větší množství příběhů zajímavých svým satirickým pohledem na konzumní společnost a reklamu v padesátých a šedesátých letech – například The Wizard of Pung's Corner o nablýskaném, komplikovaném vojenském stroji, který se ukáže být nepoužitelný proti rolníkům s puškami a Tunel pod světem o společnosti zcela v moci reklamních výzkumníků. Skutečností ovšem je, že jeho práce v tomto období mnoho pozornosti nesklidily.
V sedmdesátých letech se však Pohl vrátil na výsluní románem Man Plus a sérií románů o Heechee. Man Plus je román o kolonizaci nevlídného prostředí planety Marsu lidmi. V románu je člověk přetvářen za účelem jeho života na Marsu v kyborga. Román získal cenu Nebula v roce 1976.
Pohl se také snažil sjednotit autory science fiction do profesní organizace, která by jim pomohla se prosadit na trhu. V letech 1976–1976 byl prezidentem organizace Science Fiction Writers of America a od roku 1980 do 1982 předsedal organizaci World Science Fiction. Během této doby založil novou cenu za překlady science fiction nazvanou Karel. V osmdesátých a devadesátých letech pokračoval ve spisovatelské práci. Mezi jeho romány této doby patří The Years of the City, The World at the End of Time, Outnumbering the Dead, and Mining the Oort. Roku 1986 získal Pohl cenu Hugo za povídku Fermi and Frost.
Přestože zpočátku nebyla jeho díla hodnocena jako kvalitní, během dlouhých let jeho kariéry se jejich úroveň postupně zlepšovala a postupně se jeho díla dostala mezi nejlepší práce v žánru. V roce 1992 byl oceněn titulem Velmistr žánru sci-fi a roku 1998 byl uveden do Síně slávy science-fiction.

## Dílo

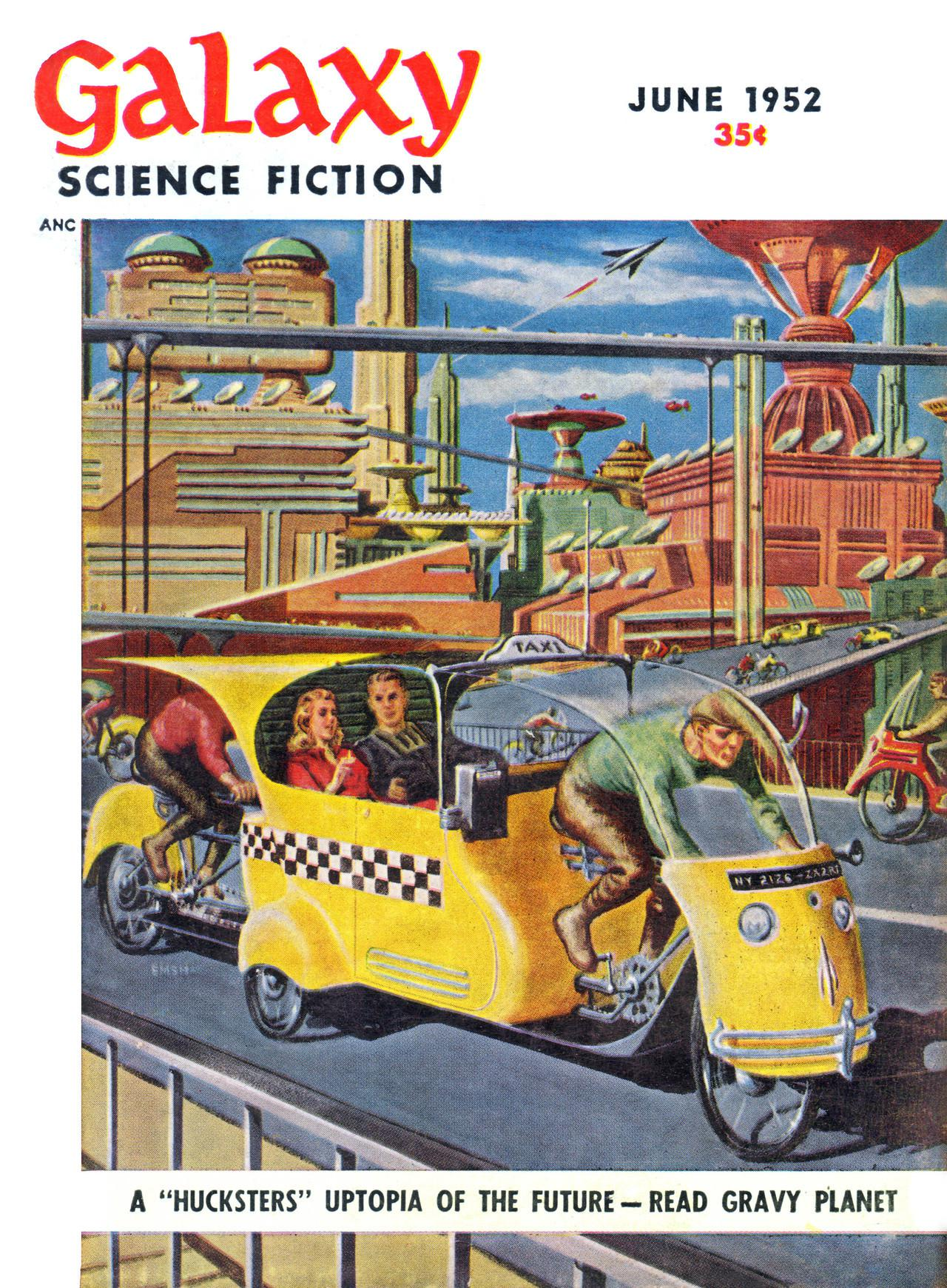
Obálka časopisu Galaxy z roku 1952 s románem Gravy Planet (The Space Merchants).

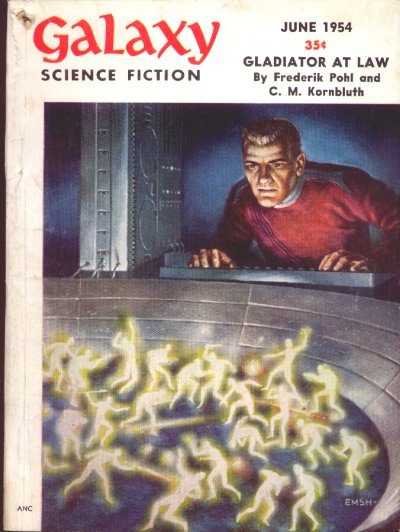
Obálka časopisu Galaxy z roku 1954 s románem Gladiator-at-Law.

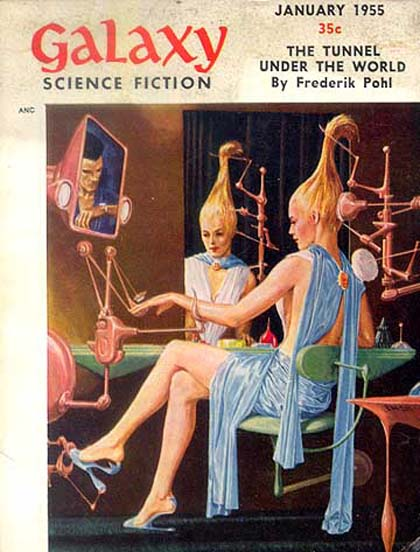
Obálka časopisu Galaxy z roku 1955 s povídkou The Tunnel under the World.

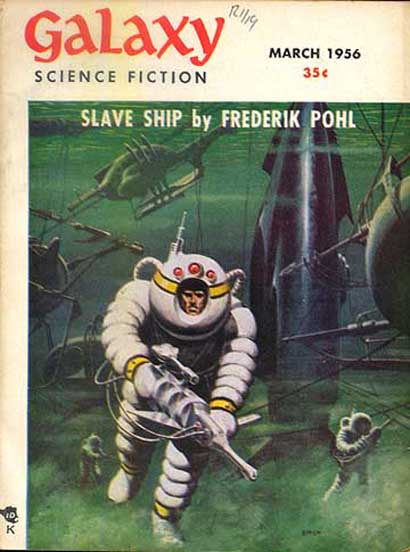
Obálka časopisu Galaxy z roku 1956 s románem Slave Ship.

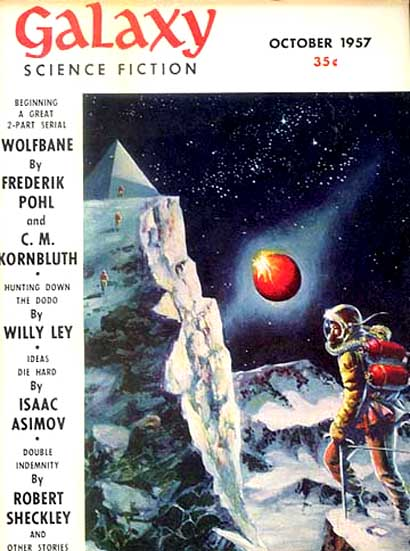
Obálka časopisu Galaxy z roku 1957 s románem Wolfbane.

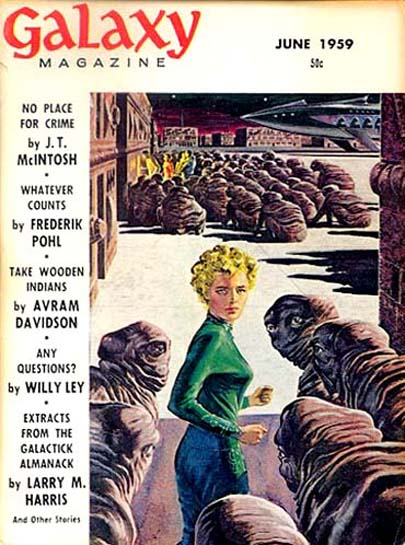
Obálka časopisu Galaxy z roku 1959 s povídkou Whatever Counts.

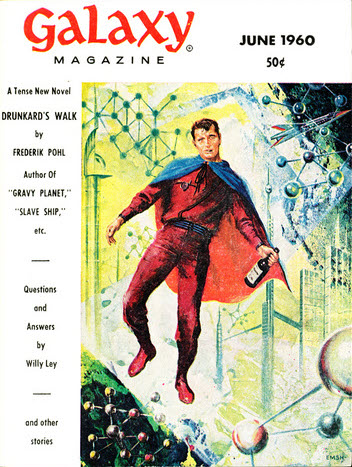
Obálka časopisu Galaxy z roku 1960 s románem Drunkard's Walk.

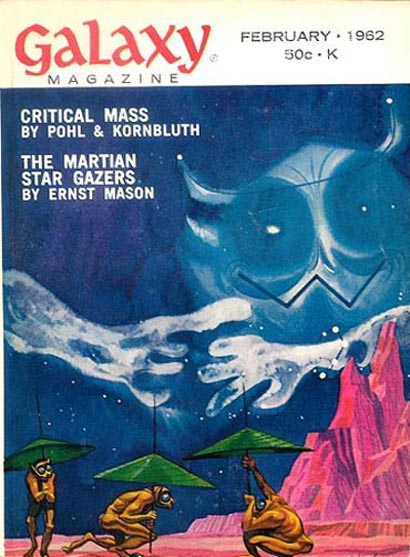
Obálka časopisu Galaxy z roku 1962 s povídkou Critical Mass.

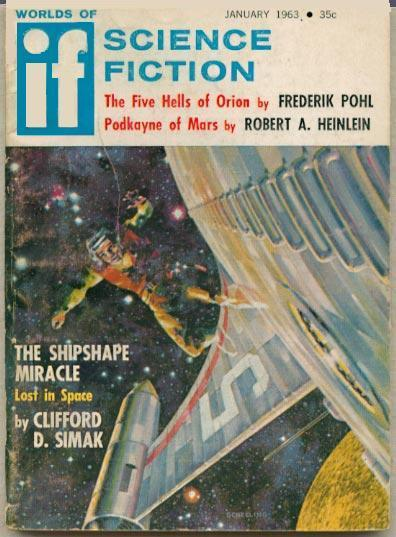
Obálka časopisu If z ledna roku 1963 s povídkou The Five Hells of Orion.

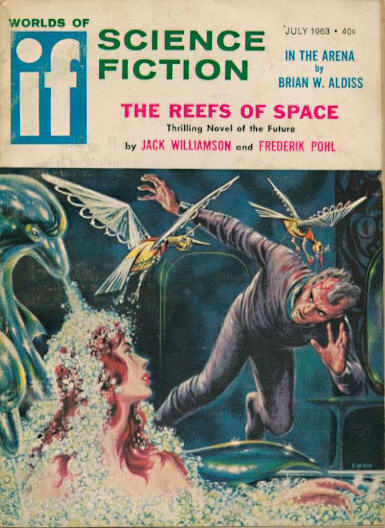
Obálka časopisu If z července roku 1963 s románem The Reefs of Space.

### Série Space Merchants
- The Space Merchants (Obchodníci s vesmírem), spoluautor Cyril M. Kornbluth, nejprve časopisecky roku 1952 pod názvem Gravy Planet, knižně 1953, román popisující bezohlednou bitvu mezi gigantickými obchodními společnostmi ovládajícími Zemi o největší obchod lidské historie – o právo kolonizovat Venuši.
- The The Merchants' War (1984), román, druhý díl série.
- Venus, Inc. (1985), souborné vydání obou románů.

### Under Sea Trilogy
Příběhy románové trilogie se odehrávají v okolí podmořského města zvaného Marinia a jejich hrdinou je kadet Jim Eden z podmořské akademie:
- Undersea Quest (1954), spoluautor Jack Williamson.
- Undersea Fleet (1956), spoluautor Jack Williamson.
- Undersea City (1958), spoluautor Jack Williamson.

Souborné vydání trilogie pod názvem The Undersea Trilogy je z roku (1992).

### Starchild
Románová trilogie zobrazuje lidstvo, které je v budoucnosti ovládané brutální autoritářskou totalitní vládou využívající počítačový dohled. Skládá se z těchto románů:
- The Reefs of Space (1964), spoluautor Jack Williamson.
- Starchild (1965), spoluautor Jack Williamson.
- Rogue Star (1969), spoluautor Jack Williamson.

Souborné vydání trilogie pod názvem The Starchild Trilogy je z roku 1977.

### Série Heechee
Tato série románů a několika povídek se odehrává ve vesmíru, kde lidstvo objevilo vesmírné lodě a jiné artefakty mimozemské civilizace označované jako Heechee. Jejich společným hrdinou je Robinette Broadhead, původně prospektor na asteroidu Gateway (bývalé základně Heechee pro vesmírné lety). Na asteroidu je přibližně tisíc funkčních vesmírných lodí Heeche. Každá je naprogramovaná k nadsvětelnému letu na vzdálené místo kdesi v neprobádaném vesmíru. Není možné je řídit, ale přesto se hlásí dobrovolníci, prospektoři, kteří se těmito loděmi vydávají do neznáma. Někdy najdou poklady a jindy smrt.
Během jednotlivých příběhů se dozvídáme podrobnosti o technologiích Heechee, jejich dopadu na lidskou společnost, a také kam a proč Heechee zmizeli. Série se skládá z těchto románů a povídek:
- The Merchants of Venus (1972, Obchodníci z Venuše), povídka, první zmínka o Heeche.
- Gateway, časopisecky 1976, knižně 1977, česky též jako Brána, román, za který autor získal cenu Hugo, cenu Nebula i cenu Locus.
- Beyond the Blue Event Horizon, 1980, Za modrým horizontem událostí), román, česky také jako Za horizontem modrého jevu.
- Heechee Rendezvous (1984, Setkání s Heechee), román.
- The Annals of the Heechee (1987, Anály Heechee), román.
- The Gateway Trip: Tales and Vignettes of the Heechee (1990, Cesta na Gateway), sbírka povídek. Obsahuje povídky The Visit (1990, Návštěva), The Merchants of Venus  (1972, Obchodníci z Venuše), The Gateway Asteroid (1990, Asteroid Gateway), The Starseekers (1990, Hvězdní průzkumníci), The Home Planet (1990, Domovská planeta), Other Worlds (1990, Ostatní světy), Heechee Treasures (1990, Poklady Heecheeů), Looking for Company (1990, Je tu ještě někdo?), The Age of Gold (1990, Zlatý věk) a In the Core (1990, V jádru).
- Hatching the Phoenix (1999, Kvočna pro Fénixe), povídka.
- The Boy Who Would Live Forever (1999, Chlapec, který chtěl žít věčně), povídka.
- A Home for the Old Ones (2002), povídka.
- The Boy Who Would Live Forever (2004 Chlapec, který bude žít navěky), román.

### Eschaton
- The Other End of Time (1996), román.
- The Siege of Eternity (1997), román.
- The Far Shore of Time (1999), román.

Souborné vydání trilogie pod názvem The Eschaton Sequence je z roku (1999).

### The Saga of Cuckoo
Dvoudílná série vypráví snahu odhalit tajemství původu obří planety Cuckooo obývané různými rasami včetně lidské.
- Farthest Star (1975), spoluautor Jack Williamson, román napsaný na základě dvou dříve vydaných novel Doomship (1973) a The Org's Egg (1974)
- Wall Around a Star (1983), spoluautor Jack Williamson, román

### Man Plus
Man Plus je poslední zoufalý plán na záchranu lidstva a odvrácení hrozivé předpovědi vládního počítače. Podle plánu se lidstvo musí biologicky modifikovat v kyborgy, aby přežilo na cizích planetách (konkrétně na Marsu) dříve, než samo zničí Zemi. Jde o dva romány:
- Man Plus (1976), román získal cenu Nebula.
- Mars Plus (1994), spoluautor Thomas T. Thomas.

### Povídky a novely
- Before the Universe (1940), pod pseudonymem S. D. Gottesman, spoluautor Cyril M. Kornbluth.
- Nova Midplane (1940), pod pseudonymem S. D. Gottesman, spoluautor Cyril M. Kornbluth.
- Trouble in Time (1940), pod pseudonymem S. D. Gottesman, spoluautor Cyril M. Kornbluth.
- A Voyage in Time (1941), pod pseudonymem Warren F. Howard, spoluautor Cyril M. Kornbluth.
- A Prince of Pluto (1941), pod pseudonymem Paul Dennis Lavond, spoluautor Cyril M. Kornbluth.
- Daughters of Eternity (1942), pod pseudonymem James MacCreigh.
- Earth, Farewell! (1943), pod speudonymem James MacCreigh.
- Conspiracy on Callisto (1943), pod pseudonymem by James MacCreigh.
- Darkside Destiny (1944), pod pseudonymem James MacCreigh.
- A Hitch in Time (1947), pod pseudonymem James MacCreigh.
- Let the Ants Try (1949, Dejme šanci mravencům).
- The Little Man on the Subway (1950, Malý muž v metru), pod pseudonymem James MacCreigh, spoluautor Isaac Asimov.
- Legal Rites (1950, Zákonná práva), pod pseudonymem James MacCreigh, spoluautor Isaac Asimov.
- The Midas Plague (1954, Midasovo prokletí).
- The Ghost Maker (1954, Lapač duší).
- The Tunnel Under the World (1955, Tunel pod světem).
- Grandy Devil (1955, Dědeček ďábel).
- What to Do Until the Analyst Comes (1956, Co dělat než přijde přivolaný psychoanalytik).
- The Head Hunters (1956, Lovci).
- The Hated (1958, Nenávist).
- The Bitterest Pill (1959), česky jako Ten nejbohatší z Lewittownu podle anglického názvu povídky The Richest Man in Levittown.
- The Snowmen (1959, Sněžní muži).
- Whatever Counts (1959)
- The Day the Icicle Works Closed (1960, Den, kdy zavřeli mrazírny).
- Punch  (1961, Kašpárek).
- The Quaker Cannon (1961, Válečná lest), spoluautor Cyril M. Kornbluth.
- The Deadly Mission of Phineas Snodgrass (1962, Smrtonosné poslání Phinease Snodgrasse).
- Critical Mass (1962), spoluautor Cyril M. Kornbluth.
- The Five Hells of Orion (1963).
- The Fiend (1964, Ďábel).
- The Children of the Night (1964, Děti noci).
- Under Two Moons (1965, Pod dvěma měsíci).
- Day Million (1966, Miliontý den).
- Speed Trap (1967, Past na rychlost).
- The Day After the Day the Martians (1967, Den potom, co přišli Marťani).
- The Schematic Man (1969, Schéma člověka).
- The Meeting (1972), spoluautor Cyril M. Kornbluth, povídka získala cenu Hugo.
- Sad Solarian Screenwriter Sam (1972, Smolař scenárista Sam).
- The Gold at the Starbow's End (1972), novela získala cenu Locus.
- Growing Up in Edge City (1975, Dospívání ve městě na okraji).
- The Mother Trip (1975, Mateřská péče).
- Fermi and Frost (1985), povídka získala cenu Hugo.
- The High Test (1983, Závěrečná zkouška).
- Second Coming (1983, Přišel podruhé).
- Fermi a Frost (1985, Fermi a mráz).
- Adeste Fideles (1987).
- Waiting for the Olympians (1988, Čekání na Olympany).
- The Star War (1988, Hvězdná válka).
- The Reunion at the Mile-High  (1989, Schůzka na Mile-High).
- Anomaly in a Decimal Expansion (1997).
- Generations (2005)
- Tha Saved (2010).

### Povídkové sbírky
- Alternating Currents (1956).
- The Case Against Tomorrow (1957).
- Tomorrow Times Seven (1959).
- The Man Who Ate the World[ (1960).
- Turn Left at Thursday (1961).
- The Wonder Effect (1962), spoluautor Cyril M. Kornbluth.
- The Abominable Earthman,  (1963).
- The Frederik Pohl Omnibus (1966).
- Day Million (1970).
- The Gold at the Starbow's End (1972).
- The Best of Frederik Pohl (1975).
- In The Problem Pit (1976).
- The Early Pohl  (1976):
- Critical Mass  (1977), spoluautor Cyril M. Kornbluth.
- Survival Kit (1979)
- Before the Universe (1980), spoluautor Cyril M. Kornbluth.
- Midas World (1983).
- Pohlstars (1984).
- Tales from the Planet Earth (1986),
- BiPohl (1987),
- Our Best: The Best of Frederik Pohl and C. M. Kornbluth (1987)
- Platinum Pohl (2005)

### Romány
- Search the Sky (1954), spoluautor Cyril M. Kornbluth.
- Gladiator-at-Law (1955) spoluautor Cyril M. Kornbluth.
- A Town Is Drowning (1955), spoluautor Cyril M. Kornbluth, nefantastický román.
- Preferred Risk (1955), spoluautor Lester del Rey
- Slave Ship (1956, Otrokářská loď).
- Presidential Year (1956), spoluautor Cyril M. Kornbluth, nefantastický román.
- Sorority House (1956), jako Jordan Park, spoluautor Cyril M. Kornbluth, nefantastický pulpový román s lesbickou tematikou.
- Wolfbane (1957), spoluautor Cyril M. Kornbluth
- Drunkard's Walk (1960, Opilcova chůze).
- A Plague of Pythons (1965, Hadí pohroma).
- The Age of the Pussyfoot (1969, Čas tichošlápků).
- Jem (1979).
- Like Unto the Locust (1979).
- The Cool War (1981).
- Starburst (1982).
- The Years of the City (1984).
- Demon in the Skull (1984).
- Midas World (1984, Midasův svět).
- Black Star Rising (1985).
- Terror (1986).
- The Coming of the Quantum Cats (1986, Kvantové kočky přicházejí).
- Chernobyl (1987, Černobyl).
- The Day the Martians Came (1988).
- Narabedla Ltd. (1988).
- Homegoing (1989, Návrat domů).
- The World at the End of Time (1990, Svět na konci času).
- Outnumbering the Dead (1990).
- The Singers of Time (1991), spoluautor Jack Williamson.
- Stopping at Slowyear (1991).
- Mining the Oort (1992).
- The Voices of Heaven (1994).
- O Pioneer! (1998).
- Far Shore of Time (1999).
- The Last Theorem (2008, Poslední teorém), román napsaný na základě stostránkových poznámek Arthura C. Clarka.

### Nefantastické práce
- Practical Politics (1971).
- The Viking Settlements of North America (1972).
- The Way the Future Was: A Memoir (1978), kniha získala cenu Locus.
- Science Fiction Studies in Film (1980).
- New Visions: A Collection of Modern Science Fiction Art (1982).
- Our Angry Earth (1991), spoluautor Isaac Asimov
- Prince Henry Sinclair: His Expedition to the New World in 1398 (1995).
- Chasing Science: Science as Spectator Sport (1995).

## Ocenění
- Cena Hugo:[3]
  - 1973: povídka The Meeting.
  - 1986: povídka Fermi and Frost
  - 1978: román Gateway
- Cena Locus:[4]
  - 1973: novela The Gold at the Starbow's End.
  - 1978: román Gateway.
  - 1979: nefantastická kniha The Way the Future Was.
- Cena Nebula:[5]
  - 1977: román Man Plus
  - 1978: román Gateway
- Damon Knight Memorial Grand Master Award (1992) – velmistr science fiction.[6]
- Forry Award (1994) – cena za celoživotní dílo.[7]
- Síň slávy science fiction a fantasy (1998).[8]

## Filmové adaptace
- The Midas Plague (1965), epizoda z britského televizního seriálu Out of the Unknown, režie Peter Sasdy.
- Tunnel Under the World (1966), epizoda z britského televizního seriálu Out of the Unknown, režie Alan Cooke.
- Il tunnel sotto il mondo (1969), italský film podle autorovy povídky The Tunnel Under the World, režie Luigi Cozzi.
- The Bitterest Pill (1986), epizoda z amerického televizního seriálu Tales from the Darkside, režie Bryan Michael Stoller.[9]

## Česká vydání

### Heechee
- Obchodníci Venuše, SFK Winston, Praha 1989, fanbook.
- Brána, Tranzit, 1991, přeložil Josef Studený, ISBN 80-900901-0-9.
- Gateway, Laser, Plzeň 1993, přeložili Věroslava Ončáková a Richard Podaný, znovu 2004, ISBN 80-85601-40-0.
- Za horizontem modrého jevu, Laser, Plzeň 1993, přeložila Věroslava Ončáková, ISBN 80-85601-46-X, znovu 2004 pod názvem Za modrým horizontem událostí, ISBN 80-7193-175-6.
- Setkání s Heechee, Laser, Plzeň 1994, přeložila Věroslava Ončáková, ISBN 80-85601-79-6, znovu 2004, ISBN 80-7193-183-7.
- Anály Heechee, Laser, Plzeň 1995, přeložila Věroslava Ončáková, ISBN 80-7193-007-5, znovu 2005, ISBN 80-7193-187-X.
- Kvočna pro Fénixe, časopis Ikarie 2002/10, přeložil Mirek Valina.
- Cesta na Gateway, Laser, Plzeň 2006, přeložil kolektiv překladatelů, ISBN 80-7193-207-8
- Chlapec, který bude žít navěky, Laser, Plzeň 2008, přeložil Jiří Engliš, ISBN 978-80-7193-269-7.

### Samostatné povídky
- Lovci, magazín Čtení, 1976, číslo 9
- Co dělat než přijde přivolaný psychoanalytik, antologie Tunel do pozítří. SNDK, Praha 1967.
- Tunel pod světem, antologie Pozemšťané a mimozemšťané, Svoboda, Praha 1981, a antologie Mistrovské kusy, laser, Plzeň 2003, přeložil Jaroslav Veis.
- Past na rychlost, revue Světová literatura, 1983, č. 5
- Nenávist, revue Světová literatura, 1983, č. 5. a antologie Světy science fiction, AFSF, Praha 1993.
- Smrtonosné poslání Phinease Snodgrasse, antologie Hledání budoucího času, Práce, Praha 1985, přeložil Jaroslav Veis.
- Ďědeček ďábel, antologie Science fiction 1989/13-14, SFK Winston Praha 1989, fanbook.
- Kašpárek, antologie Science fiction 1989/13-14, SFK Winston Praha 1989, fanbook.
- Lapač duší, antologie Science fiction 1989/13-14, SFK Winston Praha 1989, fanbook.
- Dejte šanci mravencům, časopis Ikarie 1990/5, přeložil Jaroslav Olša, Jr..
- Obchodníci z Venuše, časopis Ikarie 1991/4-6.
- Čekání na Olympany, antologie Donald A. Wollheim představuje nejlepší povídky sci-fi 1989, Laser, Plzeň 1992, přeložil Jiří Pilch.
- Nejmenší vesmír, antologie Nejmenší vesmír, Polaris, Frenštát pod Radhoštěm 1992, přeložil Petr Caha.
- Adeste Fideles, antologie Vánoční hvězdy, Winston Smith, Praha 1994.
- Den, kdy zavřeli Mrazírny, antologie To nejlepší ze SF roku 1960, Návrat, Brno 1994.
- Válečná lest, antologie To nejlepší ze SF roku 1961, Návrat, Brno 1995.
- Ďábel, časopis Ikarie 1995/4, přeložil Jaromír Formánek.
- Mateřská péče, magazín Fantasy & Science Fiction 1995/06, přeložil Ivo Reitmayer.
- Miliontý den, antologie Nebula 1966, Mustang, Plzeň 1996, přeložil Pavel Medek, znovu antologie Vzdálené obzory, Laser, Plzeň 2009.
- Smolař scenárista Sam, magazín Fantasy & Science Fiction 1996/04, přeložil Josef Hořejší.
- Hvězdná válka, magazín Fantasy & Science Fiction 1997/03, přeložil František Bouška.
- Fermi a mráz, antologie Donald A. Wollheim představuje nejlepší povídky sci-fi 1986, Laser, Plzeň 1999.
- Chlapec, který chtěl žít věčně, antologie Legendy SF 2, Beta-Dobrovský, Praha 2000.
- Kvočna pro fénixe, časopis Ikarie 2002/10, přeložil Mirek Valina.
- Schéma člověka, antologie Playboy - antologie sci-fi povídek, BB art, Praha 2003, znovu 2009.
- Den potom, co přišli Marťani, antologie Nebezpečné vize, Laser, Plzeň 2004,
- Malý muž v metru, antologie Neznámý Asimov II., Triton, Praha 2005, přeložila Kateřina Bodnárová.
- Zákonná práva, antologie Neznámý Asimov II., Triton, Praha 2005, přeložila Kateřina Bodnárová.
- Midasovo prokletí, antologie Síň slávy mistrů SF II C, Baronet, Praha 2011, přeložila Jitka Cardová.
- Schůzka na Mile-High, antologie Přátelé Nadace, Argo a Triton, Praha 2015.

### Knihy
- Obchodníci s vesmírem, SNKLU, Praha 1963, přeložila Jarmila Emmerová, znovu Odeon, Praha 1987 a Laser, Plzeň 2005, ISBN 80-7193-192-6.
- Man Plus, Návrat, Brno 1994, přeložil Karel Blažek, ISBN 80-7174-313-5, znovu Laser, Plzeň 2010, ISBN 978-80-7193-307-6.
- Návrat domů, Laser, Plzeň 1995, přeložil Vojtěch Šléžka, ISBN 80-7193-000-8-
- Svět na konci času, Laser, Plzeň 1995, přeložila Hana Ederová, ISBN 80-85601-95-8.
- Tunel pod světem, AFSF, Praha 1996, výbor povídek, uspořádal Jaroslav Olša, jr., přeložil kolektiv překladatelů, ISBN 80-85390-32-9, obsahuje povídky Past na rychlost, Dědeček ďábel, Co dělat než přijde přivolaný psychoanalytik, Kašpárek, Dospívání ve městě na okraji, Závěrečná zkouška, Přišel podruhé, Sněžní muži, Pod dvěma měsíci, Nenávist, Dejme šanci mravencům, Ten nejbohatší z Lewittownu, Tunel pod světem, Smrtonosné poslání Phinease Snodgrasse a Obchodníci z Venuše.
- Poslední teorém, Baronet, Praha 2009, přeložil Petr Kotrle, ISBN 978-80-7384-197-3.